# 투게더 (2002년 영화)
투게더(和你在一起, Together)는 한국에서 제작된 천카이거 감독의 2002년 드라마 영화이다. 류 페이치 등이 주연으로 출연하였고 천카이거 등이 제작에 참여하였다.

## 출연

### 주연
- 류 페이치

### 조연
- 진홍
- 천카이거
- 왕지문
- 김혜리

## 제작진
- 조명: 이강산
- 미술: 카오
- 의상: 하용수

## 같이 보기
- 바이올린 협주곡 (차이콥스키)